# Sasu Salin
Sasu Salin (ur. 11 czerwca 1991 w Helsinkach) – fiński koszykarz występujący na pozycjach rozgrywającego i rzucającego obrońcy, obecnie zawodnik Iberostar Tenerife.
W latach 2010–2015 zawodnik słoweńskiej KK Olimpiji Ljubljana. Wcześniej grał w Espoon Honka.
12 lipca 2019 dołączył do Iberostar Tenerife.

## Osiągnięcia
Stan na 3 września 2022, na podstawie, o ile nie zaznaczono inaczej.
Drużynowe
- Mistrz: 
  - Ligi Mistrzów FIBA (2022)
  - Finlandii (2008)
- Wicemistrz Słowenii (2010–2014)
- Brąz:
  - Eurocup (2016)
  - superpucharu Hiszpanii (2015)
- Zdobywca:
  - pucharu:
    - Interkontynentalnego FIBA (2020)
    - Słowenii (2011–2013)
    - Finlandii (2009)

  - superpucharu:
    - Słowenii (2013)
    - Hiszpanii (2016)
- Finalista:
  - pucharu:
    - Słowenii (2014)
    - Hiszpanii (2016)

  - superpucharu Słowenii (2010–2012, 2014)

Indywidualne
- MVP 7. kolejki Eurocup (2013/14)
- Uczestnik meczu gwiazd ligi słoweńskiej (2012, 2014)

Reprezentacja
- Uczestnik mistrzostw:
  - świata (2014 – 22. miejsce)
  - Europy:
    - 2011 – 9. miejsce, 2013 – 9. miejsce, 2015 – 16. miejsce, 2022[8]
    - U–20 dywizji B (2010)
    - U–18 dywizji B (2008 – 10. miejsce)
    - U–16 dywizji B (2007)